# Межевой канал
Межево́й канал — улица на Гутуевском острове в Кировском районе Санкт-Петербурга. Проходит от Гапсальской улицы в тупик (ворота Морского порта) за Виндавскую улицу.

## История
В 1877 году на Гутуевском острове  с целью осушения территории  был прорыт канал, получивший имя Межевой,  так как он разделял остров на две части — северную и южную. Канал соединял реки Екатерингофку и Ольховку (последней ныне тоже не существует). В 1892 году проезд, проходивший вдоль канала, получил название Набережная Межевого канала. Проезд шёл не совсем по береговой линии канала, а пролегал напрямую от Морского канала до реки Екатерингофки. В 1898 году в створе Виндавской улицы через канал был построен мост, получивший название Виндавский.
В 1920-е годы часть набережной от Екатерингофки до Гапсальской улицы вошла в застройку и ликвидирована.
В 1950-е годы, в связи с утратой каналом своих функций, а также увеличением территории Морского порта, канал был засыпан, а проезжая часть сокращена до современного состояния, тогда же был демонтирован Виндавский мост.
После засыпки канала бывшую набережную сначала стали называть улицей Межевого канала, но позже[когда?] было официально утверждено название Межевой канал.

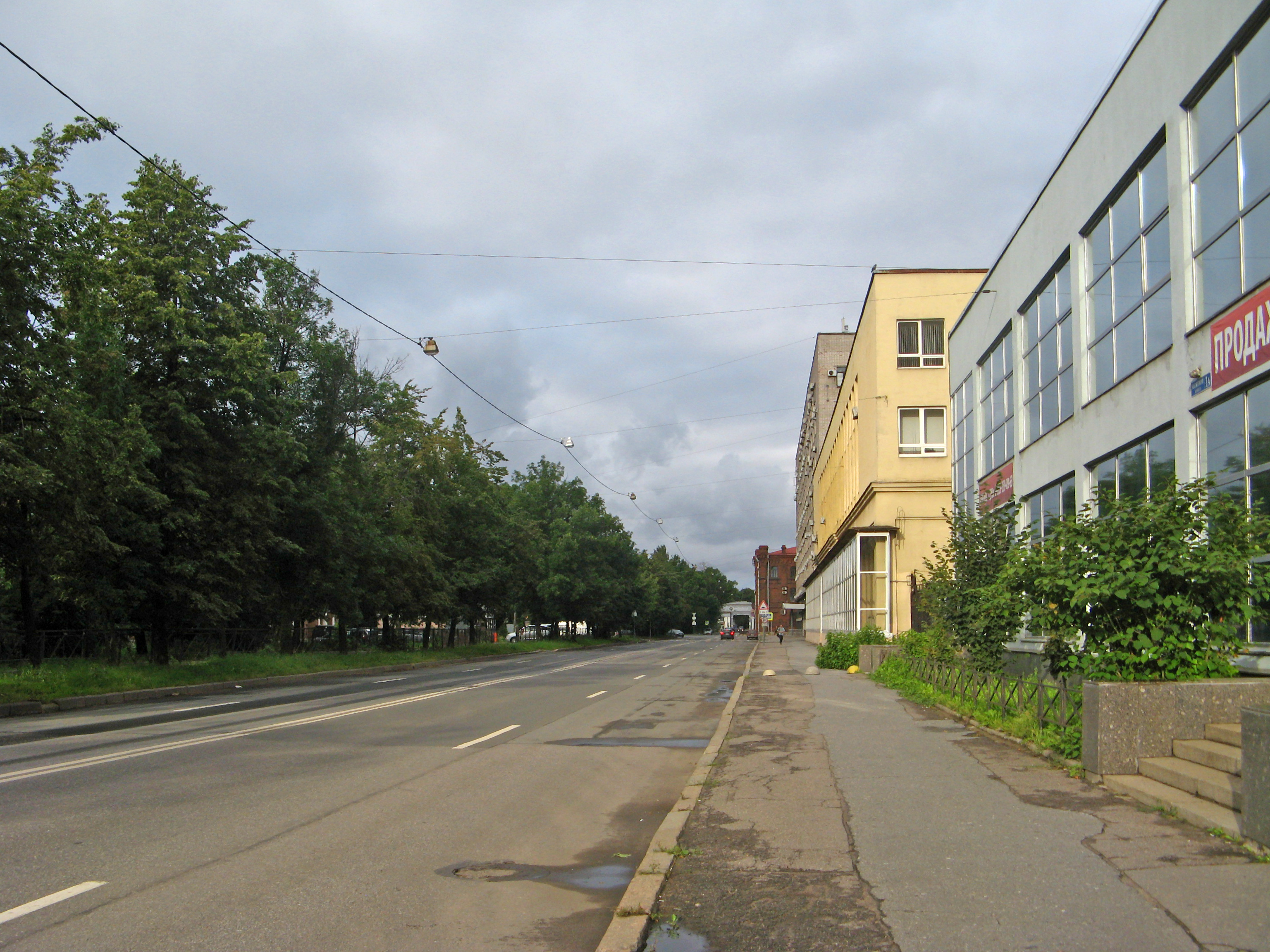
Межевой канал, вид от Гапсальской улицы

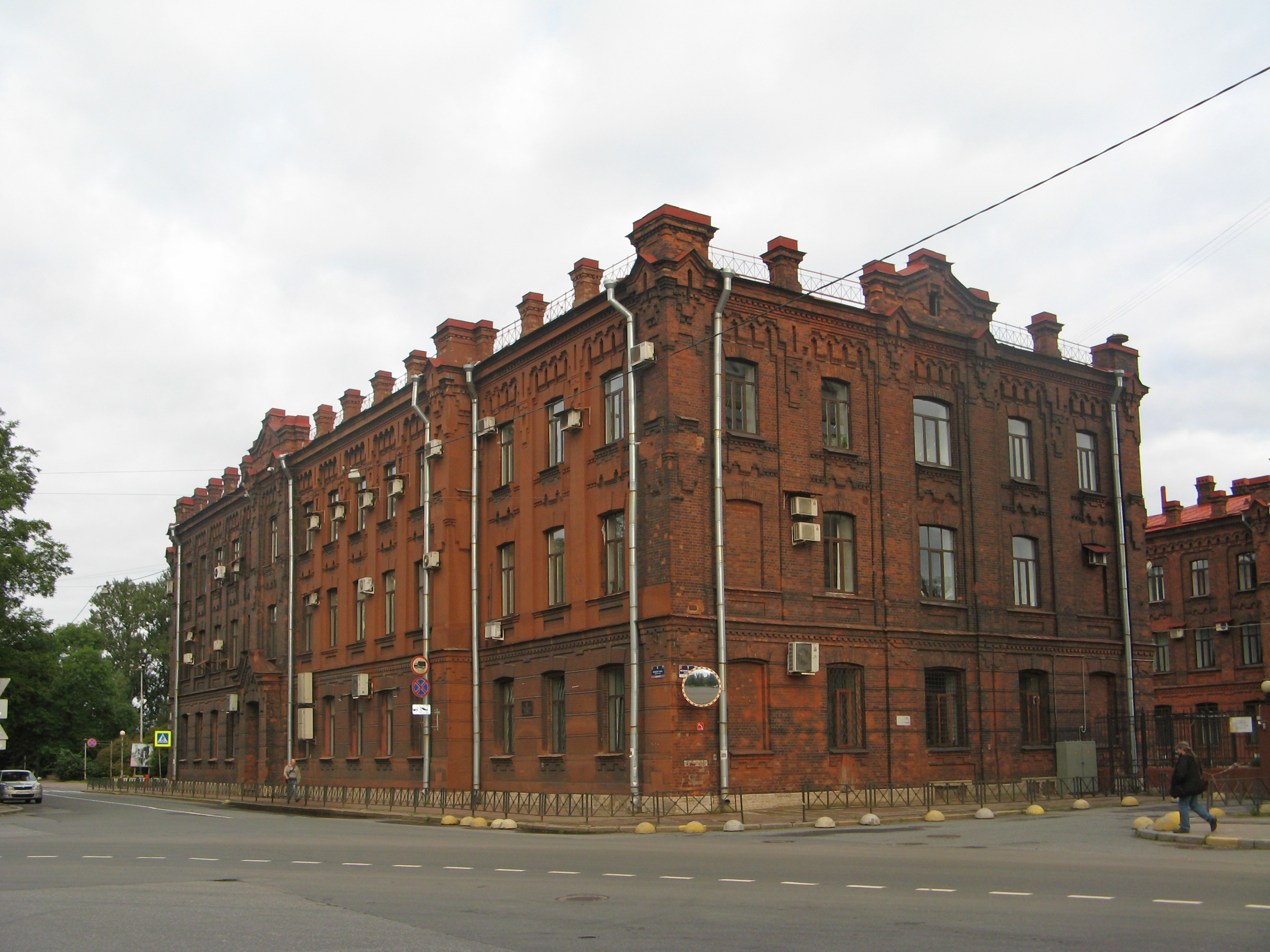
Здание портовой таможни

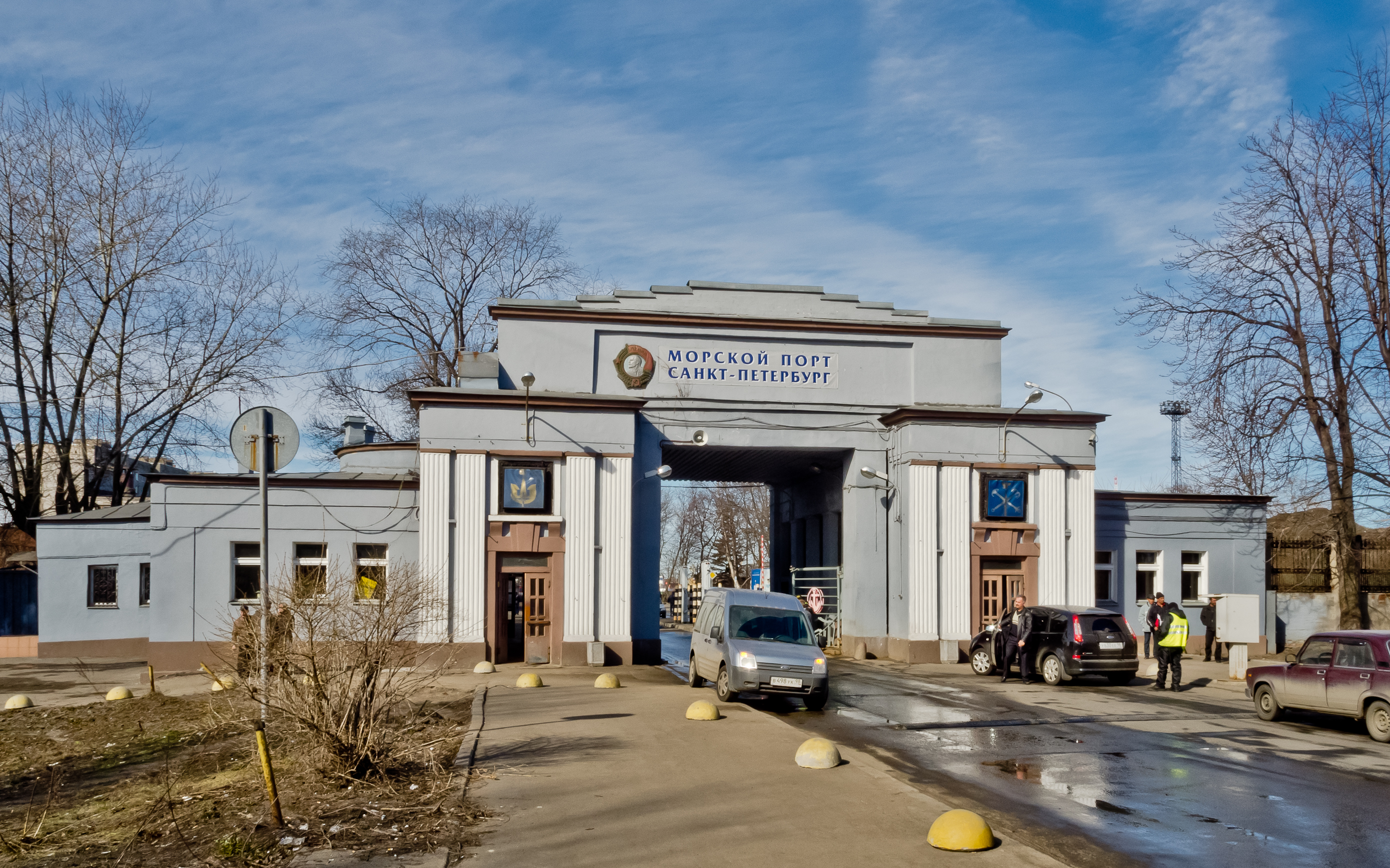
Ворота Морского порта

## Транспорт
По улице проходят автобусные маршруты № 22, 43, 70, 71, 290.
С 1923 года до середины 2001 года на участке от Гапсальской до Виндавской улиц существовало трамвайное движение, линия использовалась трамвайными маршрутами, шедшими до конечной станции «Порт».

## Пересечения
- Гапсальская улица
- Виндавская улица

## Достопримечательности
- Морской порт
- Дом № 3, к. 2 — АО ЛЕНМОРНИИПРОЕКТ[1]
- Дом № 5 — историческое здание портовой таможни, построенное в конце XIX века (проект гражданских инженеров Г. М. Курдюмова и В. А. Лучинского) в ряду других портовых зданий и сооружений.  памятник архитектуры (вновь выявленный объект)[2]